# Fabriciola tonerella
Fabriciola tonerella é uma espécie de anelídeo pertencente à família Fabriciidae.
A autoridade científica da espécie é Banse, tendo sido descrita no ano de 1956.
Trata-se de uma espécie presente no território português, incluindo a sua zona económica exclusiva.